# Cei trei purceluși
Cei trei purceluși este o poveste despre trei porci care își construiesc casele din diferite materiale. Lupul cel rău pune la pământ primele două căsuțe (din paie și respectiv, din nuiele) folosindu-se de suflul său, dar eșuează în a distruge și a treia casă, făcută din cărămidă. 
Versiuni tipărite ale poveștii datează din anii 1840, istorisirea fiind considerată însă mult mai veche. Personajele, frazele și morala poveștii s-au încorporat în cultura lumii occidentale.

## Versiuni
De-a lungul timpului au fost create mai multe versiuni ale Cei trei purceluși, unele portretizând Lupul cel rău ca personaj pozitiv. În 1886, Cei trei purceluși a fost inclusă în volumul The Nursery Rhymes of England (Londra și New York) de către James Halliwell-Phillipps. În iunie 1890, povestea apare și în cartea English Fairy Tales de Joseph Jacobs, acesta citându-l ca sursă pe Halliwell. Cea mai veche versiune publicată a poveștii datează din 1853, varianta înlocuind personajele principale cu spiriduși.
Povestea începe cu cei trei protagoniști părăsindu-și mama și pornind să-și găsească rostul în lume. Primul purceluș îi cere unui om un snop de paie și începe să-și contruiască o casă din fânul primit. Într-o zi, un lup bate la ușa sa. Acesta suflă casa din temelii și-l mănâncă pe purcelul nenorocos. La fel se întâmplă și cu al doilea purceluș, care își făcuse casa din nuiele. Al treilea purceluș își construiește casa din cărămidă. Lupul nu reușește să dărâme casa cu suflul său și încearcă să-l păcălească pe porc spre a ieși de la adăpost. În final, lupul se gândește că poate intra în casă coborând pe horn, dar își găsește sfârșitul odată cu aplicarea planului, acesta căzând într-un cazan cu apă fiartă.
În versiunea lui Serghei Mihalkov, cei trei purceluși poartă nume: Nif-Nif (cel mic), Nuf-Nuf (cel mijlociu) și Naf-Naf (cel mare). Frații mai mici nu sunt mâncați de lup, aceștia reușind să fugă până la casa din cărămidă a lui Naf-Naf.

## Adaptări

### Desene animate
- Three Little Pigs (1933), desen animat din canonul Silly Symphony, este produs de Walt Disney. Personajele principale sunt intitulate ca Fifer Pig, Fiddler Pig și Practical Pig. Mulțumită popularilății filmului, au fost lansate patru continuări: The Big Bad Wolf (1934)[5] , Three Little Wolves (1936)[6], The Practical Pig (1939)[7] și The Thrifty Pig (1941)[8]. Fiddler Pig, Fifer Pig și Lupul Zeke apar în filmul Cine vrea pielea lui Roger Rabbit?.
- The Hams That Couldn't Be Cured (1942)
- Blitz Wolf (1942), produs de Metro-Goldwyn-Mayer și regizat de Tex Avery
- Polca porcească (1943), produs de Warner Bros. și regizat de Friz Freleng
- The Windblown Hare (1949), cu personaj central pe Bugs Bunny
- The Turn-Tale Wolf (1952), regizat de Robert McKimson
- The Three Little Bops (1957), regizat de Friz Freleng
- The Three Little Pups (1953), desen animat cu Droopy, produs de Metro-Goldwyn-Mayer

### Filme
- 3 Pigs and a Baby (2008), film direct pe DVD cu Jon Cryer, Brad Garrett, Steve Zahn și Jesse McCartney
- Cei trei purceluși apar în trei din cele patru filme Shrek.